# Cociente de reacción
En química, el cociente de reacción {\displaystyle Q_{r}} es una función del grado de reacción ξ, la proporción relativa de productos y reactivos presentes en la mezcla de reacción en un momento dado. La expresión del Cociente de Reacción ({\displaystyle Q}) de una reacción tiene la misma ecuación que la expresión de constante de equilibrio para dicha reacción. Sin embargo, el cociente de reacción se calcula utilizando las concentraciones o presiones en un instante dado, y no las concentraciones de equilibrio.
Para una mezcla química con una cierta concentración inicial de reactivos y productos, es útil conocer si la reacción evolucionará "hacia la derecha/en sentido de avance" (aumentando las concentraciones de los productos) o si evolucionará "hacia la izquierda/en sentido inverso" (aumentando las concentraciones de los reactivos). Considerando una expresión general de equilibrio como: 
{\displaystyle mA+nB...\rightleftharpoons lC+pD...}
donde {\displaystyle A}, {\displaystyle B}, {\displaystyle C} y {\displaystyle D} son las especies químicas involucradas en esta reacción y {\displaystyle m}, {\displaystyle n}, {\displaystyle l}, y {\displaystyle p} son los coeficientes estequiométricos para la reacción, el cociente de reacción, {\displaystyle Q_{r}}, se define como:
{\displaystyle Q_{r}={\frac {\left\{C_{t}\right\}^{l}\left\{D_{t}\right\}^{p}...}{\left\{A_{t}\right\}^{m}\left\{B_{t}\right\}^{n}...}}}
donde  {{\displaystyle A_{t}}} indica la actividad instantánea  de la especie {\displaystyle A} en un cierto instante de tiempo ({\displaystyle t}) y así para las demás especies.
El cociente de reacción se da en un instante particular de tiempo, no necesariamente en el momento en que se alcanza el equilibrio.
El cociente de reacción está directamente relacionado con el principio de Le Châtelier. Para una reacción en equilibrio químico, la constante de equilibrio, {\displaystyle K}, puede definirse como:
{\displaystyle K={\frac {\left\{C_{eq}\right\}^{l}\left\{D_{eq}\right\}^{p}...}{\left\{A_{eq}\right\}^{m}\left\{B_{eq}\right\}^{n}...}}}
donde {{\displaystyle A_{eq}}} es la actividad de la especie {\displaystyle A} cuando la mezcla está en el equilibrio, etc. Comparando los valores de {\displaystyle Q_{r}} y {\displaystyle K}, se puede determinar si la reacción se desplazará a la derecha, a la izquierda, o si la concentración seguirá siendo la misma (equilibrio).
- Si {\displaystyle Q_{r}<K}: la reacción se desplazará hacia la derecha (es decir, en la dirección de avance, y se formarán más productos)

- Si {\displaystyle Q_{r}>K}: La reacción se desplazará a la izquierda (es decir, en la dirección inversa, y así se formarán más reactivos)

- Si {\displaystyle Q_{r}=K}: la reacción está en el equilibrio

La relación del cociente de reacción {\displaystyle Q_{r}} con la derivada instantánea de la energía libre de Gibbs ({\displaystyle \Delta G}) y la  variación de la energía libre estándar de Gibbs ({\displaystyle \Delta G^{0}}) viene dada por:
{\displaystyle \Delta G=\Delta G^{0}+RT\ln {Q_{r}}}